# Kênh Ngay
Kênh Ngay (tên khác: Kênh số 1) là một con sông đổ ra Rạch Mọp. Sông có chiều dài 22 km và diện tích lưu vực là km². Kênh Ngay chảy qua các tỉnh Sóc Trăng, Hậu Giang.